# Henk Roelofs
Hendrik Dinald (Henk) Roelofs (Klazienaveen, 25 juni 1953) is een econoom die bekend staat wegens zijn onderzoek naar en onderwijs in ondernemend leren middels gamificatie. Hij bedacht de termen "edupreneur" en "self-effectuation" afgeleid van effectuation; een theorie van professor Saras D. Sarasvathy over ondernemerschap. Hij werd in 2020 wegens bijzondere verdiensten benoemd als ridder in de Orde van Oranje-Nassau.

## Biografie
Henk Roelofs is ceo van LE-Network, een onderneming die games ontwikkelt ten behoeve van ondernemend leren. Deze onderneming ontwikkelde hij tijdens zijn jaren als hoofddocent op dit vlak bij de Stenden Hogeschool. Hij bestuurde daarnaast als fractievoorzitter de D66 in Emmen (van 1994 tot en met 1997). Tevens is/was hij bestuurder van het Dierenpark Emmen, de Provinciale ondersteuningsinstelling, Foundation Earth, Personal Service Dogs, Vrienden van Zorggroep Tangenborgh, Microprojects en Lantern of the East. Vanuit zijn ervaringen en resultaten als ondernemer, onderzoekt hij als wetenschapper de effecten van de door hem ontwikkelde games wat betreft ondernemend gedrag en toepasbaarheid in het leren.